# I liga argentyńska w piłce nożnej (1916)
Mistrzem Argentyny w roku 1916 został klub Racing Club de Avellaneda, natomiast tytuł wicemistrza Argentyny zdobył klub CA Platense. Z ligi spadły dwa kluby – Belgrano AC i Quilmes Athletic Buenos Aires. Na ich miejsce awansował jeden klub – Sportivo Barracas Buenos Aires. Liga zmniejszyła się z 22 do 21 klubów.

## Primera División

### Kolejka 1
| Data          | Mecz                                                               |
| ------------- | ------------------------------------------------------------------ |
| 26 marca 1916 | Porteño Buenos Aires – CA Platense 1:0                             |
| 26 marca 1916 | Estudiantil Porteño Buenos Aires – Independiente 1:0               |
| 26 marca 1916 | Columbian Buenos Aires – CA Banfield 4:2                           |
| 26 marca 1916 | CA Estudiantes – CA Huracán 0:0                                    |
| 26 marca 1916 | Gimnasia y Esgrima La Plata – San Lorenzo de Almagro 4:0           |
| 26 marca 1916 | Estudiantes La Plata – CA Tigre 3:1                                |
| 26 marca 1916 | Ferro Carril Oeste – River Plate 1:2 ? – Nicolás Rofrano (2)       |
| 26 marca 1916 | San Isidro Buenos Aires – Argentino de CA Argentino de Quilmes 1:1 |

### Kolejka 2
| Data            | Mecz                                                                  |
| --------------- | --------------------------------------------------------------------- |
| 9 kwietnia 1916 | Gimnasia y Esgrima Buenos Aires – Atlanta Buenos Aires 2:1            |
| 9 kwietnia 1916 | Quilmes Athletic Buenos Aires – Gimnasia y Esgrima La Plata 1:0       |
| 9 kwietnia 1916 | Estudiantil Porteño Buenos Aires – CA Tigre 4:1                       |
| 9 kwietnia 1916 | Argentino de CA Argentino de Quilmes – CA Banfield 2:2                |
| 9 kwietnia 1916 | Belgrano AC – Boca Juniors 3:1 Rubio (2), Martin k – Jorge G. Brown s |
| 9 kwietnia 1916 | CA Platense – Estudiantes La Plata 1:0                                |
| 9 kwietnia 1916 | Columbian Buenos Aires – San Isidro Buenos Aires 2:1                  |
| 9 kwietnia 1916 | Ferro Carril Oeste – Independiente 1:2 ? – Zavaleta, Pini             |
| 9 kwietnia 1916 | Racing Club de Avellaneda – San Lorenzo de Almagro 4:0                |

### Kolejka 3
| Data             | Mecz                                                                 |
| ---------------- | -------------------------------------------------------------------- |
| 16 kwietnia 1916 | Gimnasia y Esgrima Buenos Aires – Ferro Carril Oeste 5:1             |
| 16 kwietnia 1916 | San Isidro Buenos Aires – Belgrano AC 4:2                            |
| 16 kwietnia 1916 | CA Estudiantes – Columbian Buenos Aires 2:1                          |
| 16 kwietnia 1916 | Porteño Buenos Aires – Gimnasia y Esgrima La Plata 2:0               |
| 16 kwietnia 1916 | Racing Club de Avellaneda – CA Tigre 6:0                             |
| 16 kwietnia 1916 | River Plate – Independiente 0:0                                      |
| 16 kwietnia 1916 | Atlanta Buenos Aires – Estudiantes La Plata 1:1                      |
| 16 kwietnia 1916 | Estudiantil Porteño Buenos Aires – Quilmes Athletic Buenos Aires 3:1 |

### Kolejka 4
| Data             | Mecz                                                                                                |
| ---------------- | --------------------------------------------------------------------------------------------------- |
| 20 kwietnia 1916 | Argentino de CA Argentino de Quilmes – River Plate 0:4 Nicolás Rofrano (2), Cándido García, Simmons |
| 20 kwietnia 1916 | Ferro Carril Oeste – San Lorenzo de Almagro 3:0                                                     |
| 20 kwietnia 1916 | Atlanta Buenos Aires – Racing Club de Avellaneda 0:1 Hospital                                       |
| 20 kwietnia 1916 | Gimnasia y Esgrima La Plata – CA Banfield 2:0                                                       |
| 20 kwietnia 1916 | Belgrano AC – Columbian Buenos Aires 0:0                                                            |
| 20 kwietnia 1916 | Estudiantes La Plata – Independiente 2:1                                                            |
| 20 kwietnia 1916 | CA Tigre – San Isidro Buenos Aires 4:0                                                              |
| 20 kwietnia 1916 | CA Estudiantes – Estudiantil Porteño Buenos Aires 3:2                                               |
| 20 kwietnia 1916 | Porteño Buenos Aires – Quilmes Athletic Buenos Aires 4:3                                            |
| 21 kwietnia 1916 | Gimnasia y Esgrima Buenos Aires – CA Huracán 3:0                                                    |
| 21 kwietnia 1916 | CA Platense – Boca Juniors 3:0 Balmaceda (2), Fraga                                                 |

### Kolejka 5
| Data             | Mecz |
| ---------------- | --- |
| 23 kwietnia 1916 | Racing Club de Avellaneda – Columbian Buenos Aires 1:0 Hospital                                         |
| 23 kwietnia 1916 | CA Estudiantes – Estudiantes La Plata 4:0                                                               |
| 23 kwietnia 1916 | Gimnasia y Esgrima Buenos Aires – San Isidro Buenos Aires 1:1                                           |
| 23 kwietnia 1916 | CA Platense – CA Tigre 1:0                                                                              |
| 23 kwietnia 1916 | River Plate – San Lorenzo de Almagro 0:0                                                                |
| 23 kwietnia 1916 | Estudiantil Porteño Buenos Aires – Ferro Carril Oeste 2:0                                               |
| 23 kwietnia 1916 | Gimnasia y Esgrima La Plata – Atlanta Buenos Aires 2:1                                                  |
| 23 kwietnia 1916 | Porteño Buenos Aires – Argentino de CA Argentino de Quilmes 1:1                                         |
| 23 kwietnia 1916 | CA Banfield – Independiente 0:1 J. Galeano                                                              |
| 23 kwietnia 1916 | Quilmes Athletic Buenos Aires – Boca Juniors 2:2 Rúa, Alfredo Elli s – Enrique Colla, Enrique Bertolini |

### Kolejka 6
| Data             | Mecz                                                                                 |
| ---------------- | ------------------------------------------------------------------------------------ |
| 30 kwietnia 1916 | Estudiantil Porteño Buenos Aires – Argentino de CA Argentino de Quilmes 2:0          |
| 30 kwietnia 1916 | Belgrano AC – Ferro Carril Oeste 2:0                                                 |
| 30 kwietnia 1916 | Gimnasia y Esgrima La Plata – Boca Juniors 3:1 Bottaro (2), Arrúa – Carlos Scarone k |
| 30 kwietnia 1916 | San Isidro Buenos Aires – Quilmes Athletic Buenos Aires 3:0                          |
| 30 kwietnia 1916 | CA Tigre – Independiente 1:1                                                         |

### Kolejka 7
| Data        | Mecz                                                            |
| ----------- | --------------------------------------------------------------- |
| 7 maja 1916 | Independiente – Atlanta Buenos Aires 2:0                        |
| 7 maja 1916 | Racing Club de Avellaneda – Gimnasia y Esgrima Buenos Aires 4:0 |
| 7 maja 1916 | River Plate – CA Banfield 3:0 Taggino (2), Chiappe k            |
| 7 maja 1916 | CA Platense – Gimnasia y Esgrima La Plata 1:1                   |
| 7 maja 1916 | San Lorenzo de Almagro – Estudiantes La Plata 2:1               |

### Kolejka 8
| Data         | Mecz |
| ------------ | --- |
| 14 maja 1916 | San Isidro Buenos Aires – Racing Club de Avellaneda 2:0                                                        |
| 14 maja 1916 | River Plate – Estudiantil Porteño Buenos Aires 0:0                                                             |
| 14 maja 1916 | Ferro Carril Oeste – Porteño Buenos Aires 4:0                                                                  |
| 14 maja 1916 | Atlanta Buenos Aires – Quilmes Athletic Buenos Aires 1:0                                                       |
| 14 maja 1916 | Argentino de CA Argentino de Quilmes – Gimnasia y Esgrima La Plata 1:1                                         |
| 14 maja 1916 | CA Platense – CA Banfield 1:0                                                                                  |
| 14 maja 1916 | Gimnasia y Esgrima Buenos Aires – Boca Juniors 1:3 Hiller k – Enrique Colla (2), Pedro Bleo Fournol “Calomino” |
| 14 maja 1916 | Independiente – CA Huracán 1:0                                                                                 |
| 14 maja 1916 | San Lorenzo de Almagro – Belgrano AC 2:0                                                                       |
| 14 maja 1916 | Columbian Buenos Aires – CA Tigre 1:0                                                                          |

### Kolejka 9
| Data         | Mecz                                     |
| ------------ | ---------------------------------------- |
| 21 maja 1916 | Belgrano AC – Estudiantes La Plata 1:1   |
| 21 maja 1916 | Atlanta Buenos Aires – River Plate 1:0   |
| 21 maja 1916 | San Lorenzo de Almagro – CA Banfield 1:1 |

### Kolejka 10
| Data         | Mecz |
| ------------ | --- |
| 28 maja 1916 | Estudiantil Porteño Buenos Aires – CA Platense 1:1 mecz przerwany – nie został dokończony                                             |
| 28 maja 1916 | Gimnasia y Esgrima Buenos Aires – Columbian Buenos Aires 2:2                                                                          |
| 28 maja 1916 | Porteño Buenos Aires – Estudiantes La Plata 4:1                                                                                       |
| 28 maja 1916 | River Plate – CA Tigre 3:0 Nicolás Rofrano, Peruzzi, Fraga Patrano                                                                    |
| 28 maja 1916 | Belgrano AC – Atlanta Buenos Aires 3:1                                                                                                |
| 28 maja 1916 | CA Huracán – Ferro Carril Oeste 1:0                                                                                                   |
| 28 maja 1916 | Gimnasia y Esgrima La Plata – San Isidro Buenos Aires 0:0                                                                             |
| 28 maja 1916 | San Lorenzo de Almagro – Independiente 0:1 Galeano                                                                                    |
| 28 maja 1916 | Quilmes Athletic Buenos Aires – Argentino de CA Argentino de Quilmes 1:1 mecz przerwany – rozegrany ponownie 8 października 1916 roku |
| 28 maja 1916 | CA Estudiantes – CA Banfield 3:3 |
| 28 maja 1916 | Racing Club de Avellaneda – Boca Juniors 3:0 Olazar, Vivaldi (2)                                                                      |

### Kolejka 11
| Data           | Mecz                                                                                    |
| -------------- | --------------------------------------------------------------------------------------- |
| 1 czerwca 1916 | Estudiantes La Plata – Columbian Buenos Aires 1:1                                       |
| 1 czerwca 1916 | Argentino de CA Argentino de Quilmes – Ferro Carril Oeste 1:1                           |
| 1 czerwca 1916 | CA Huracán – Gimnasia y Esgrima La Plata 2:0                                            |
| 1 czerwca 1916 | Quilmes Athletic Buenos Aires – CA Banfield 2:1                                         |
| 1 czerwca 1916 | San Lorenzo de Almagro – Atlanta Buenos Aires 1:0                                       |
| 1 czerwca 1916 | Independiente – CA Estudiantes 0:1                                                      |
| 1 czerwca 1916 | CA Tigre – Boca Juniors 3:1 Boide, Heisinger, A. Martín – Pedro Bleo Fournol “Calomino” |
| 1 czerwca 1916 | Porteño Buenos Aires – Estudiantil Porteño Buenos Aires 1:1                             |
| 1 czerwca 1916 | San Isidro Buenos Aires – River Plate 2:2 ?, ? – Taggino, Chiappe                       |
| 1 czerwca 1916 | Racing Club de Avellaneda – Belgrano AC 2:0 Hospital, Ohaco                             |

### Kolejka 12
| Data            | Mecz                                                         |
| --------------- | ------------------------------------------------------------ |
| 11 czerwca 1916 | River Plate – Columbian Buenos Aires 0:0                     |
| 11 czerwca 1916 | Independiente – Quilmes Athletic Buenos Aires 0:0            |
| 11 czerwca 1916 | Estudiantes La Plata – San Isidro Buenos Aires 3:1           |
| 11 czerwca 1916 | CA Platense – CA Estudiantes 1:0                             |
| 11 czerwca 1916 | CA Tigre – Argentino de CA Argentino de Quilmes 1:0          |
| 11 czerwca 1916 | CA Banfield – Porteño Buenos Aires 1:1                       |
| 11 czerwca 1916 | Estudiantil Porteño Buenos Aires – Belgrano AC 4:2           |
| 11 czerwca 1916 | Gimnasia y Esgrima Buenos Aires – San Lorenzo de Almagro 0:0 |
| 11 czerwca 1916 | Boca Juniors – Atlanta Buenos Aires 0:0                      |
| 11 czerwca 1916 | Racing Club de Avellaneda – CA Huracán 1:0                   |

### Kolejka 13
| Data          | Mecz                                                          |
| ------------- | ------------------------------------------------------------- |
| 23 lipca 1916 | Atlanta Buenos Aires – CA Banfield 1:1                        |
| 23 lipca 1916 | Belgrano AC – CA Estudiantes 3:2                              |
| 23 lipca 1916 | Estudiantil Porteño Buenos Aires – Columbian Buenos Aires 2:0 |
| 23 lipca 1916 | Gimnasia y Esgrima Buenos Aires – Estudiantes La Plata 2:0    |
| 23 lipca 1916 | Quilmes Athletic Buenos Aires – River Plate 0:1 Taggino       |
| 23 lipca 1916 | San Lorenzo de Almagro – San Isidro Buenos Aires 2:1          |
| 23 lipca 1916 | Gimnasia y Esgrima La Plata – CA Tigre 0:0                    |

### Kolejka 14
| Data          | Mecz |
| ------------- | --- |
| 30 lipca 1916 | Estudiantil Porteño Buenos Aires – Estudiantes La Plata 1:1                                                   |
| 30 lipca 1916 | Columbian Buenos Aires – Quilmes Athletic Buenos Aires 2:0                                                    |
| 30 lipca 1916 | Boca Juniors – Argentino de CA Argentino de Quilmes 1:2 Pedro Bleo Fournol “Calomino” – Leonardi, De La Serna |
| 30 lipca 1916 | CA Banfield – Ferro Carril Oeste 2:1                                                                          |
| 30 lipca 1916 | San Isidro Buenos Aires – CA Estudiantes 2:1                                                                  |
| 30 lipca 1916 | Porteño Buenos Aires – River Plate 0:2 Ameal (2)                                                              |
| 30 lipca 1916 | San Lorenzo de Almagro – CA Huracán 1:0                                                                       |
| 30 lipca 1916 | Independiente – Racing Club de Avellaneda 0:1 Olazar                                                          |

### Kolejka 15
| Data            | Mecz                                                |
| --------------- | --------------------------------------------------- |
| 6 sierpnia 1916 | CA Banfield – Estudiantes La Plata 1:0              |
| 6 sierpnia 1916 | San Lorenzo de Almagro – Columbian Buenos Aires 2:1 |
| 6 sierpnia 1916 | Ferro Carril Oeste – CA Estudiantes 5:3             |

### Kolejka 16
| Data             | Mecz                                              |
| ---------------- | ------------------------------------------------- |
| 13 sierpnia 1916 | CA Banfield – San Isidro Buenos Aires 1:1         |
| 13 sierpnia 1916 | Porteño Buenos Aires – San Lorenzo de Almagro 1:1 |
| 13 sierpnia 1916 | Gimnasia y Esgrima Buenos Aires – Belgrano AC 4:0 |

### Kolejka 17
| Data             | Mecz                                                                   |
| ---------------- | ---------------------------------------------------------------------- |
| 20 sierpnia 1916 | CA Huracán – Belgrano AC 3:1                                           |
| 20 sierpnia 1916 | San Isidro Buenos Aires – Estudiantil Porteño Buenos Aires 1:0         |
| 20 sierpnia 1916 | CA Tigre – CA Banfield 1:1                                             |
| 20 sierpnia 1916 | Quilmes Athletic Buenos Aires – Racing Club de Avellaneda 0:1 Hospital |
| 20 sierpnia 1916 | Gimnasia y Esgrima La Plata – Ferro Carril Oeste 0:0                   |
| 20 sierpnia 1916 | CA Estudiantes – San Lorenzo de Almagro 1:1 Ochandio – Xarau           |

### Kolejka 18
| Data             | Mecz                                                                                              |
| ---------------- | ------------------------------------------------------------------------------------------------- |
| 27 sierpnia 1916 | Gimnasia y Esgrima La Plata – Estudiantes La Plata 1:0 L. Pastor s                                |
| 27 sierpnia 1916 | Racing Club de Avellaneda – Argentino de CA Argentino de Quilmes 2:1 Ohaco, Marcovecchio – Cabano |
| 27 sierpnia 1916 | San Isidro Buenos Aires – Independiente 2:0 E. Fernández (2)                                      |
| 27 sierpnia 1916 | Ferro Carril Oeste – Quilmes Athletic Buenos Aires 2:0                                            |
| 27 sierpnia 1916 | CA Banfield – Belgrano AC 1:0                                                                     |
| 27 sierpnia 1916 | Boca Juniors – Porteño Buenos Aires 1:0 Américo Repetto                                           |
| 27 sierpnia 1916 | San Lorenzo de Almagro – Estudiantil Porteño Buenos Aires 2:1                                     |
| 27 sierpnia 1916 | Gimnasia y Esgrima Buenos Aires – CA Estudiantes 3:1                                              |
| 27 sierpnia 1916 | CA Huracán – CA Tigre 2:1                                                                         |
| 27 sierpnia 1916 | CA Platense – River Plate 1:0                                                                     |

### Kolejka 19
| Data             | Mecz                                                              |
| ---------------- | ----------------------------------------------------------------- |
| 30 sierpnia 1916 | CA Huracán – Argentino de CA Argentino de Quilmes 2:1             |
| 30 sierpnia 1916 | Estudiantil Porteño Buenos Aires – Atlanta Buenos Aires 3:1       |
| 30 sierpnia 1916 | Racing Club de Avellaneda – Gimnasia y Esgrima La Plata 1:1       |
| 30 sierpnia 1916 | San Isidro Buenos Aires – CA Platense 2:1                         |
| 30 sierpnia 1916 | Boca Juniors – Ferro Carril Oeste 1:1 Armando Artigas – Angeletti |
| 30 sierpnia 1916 | Gimnasia y Esgrima Buenos Aires – Independiente 1:1               |
| 30 sierpnia 1916 | Porteño Buenos Aires – Columbian Buenos Aires 2:2                 |
| 30 sierpnia 1916 | CA Estudiantes – CA Tigre 0:0                                     |
| 30 sierpnia 1916 | Quilmes Athletic Buenos Aires – Belgrano AC 0:0                   |

### Kolejka 20
| Data            | Mecz                                                                   |
| --------------- | ---------------------------------------------------------------------- |
| 3 września 1916 | Estudiantes La Plata – CA Huracán 1:0                                  |
| 3 września 1916 | River Plate – Belgrano AC 1:0 Fraga Patrano                            |
| 3 września 1916 | Gimnasia y Esgrima La Plata – CA Estudiantes 1:0                       |
| 3 września 1916 | CA Tigre – San Lorenzo de Almagro 2:0                                  |
| 3 września 1916 | Racing Club de Avellaneda – CA Banfield 2:0                            |
| 3 września 1916 | CA Platense – Quilmes Athletic Buenos Aires 2:1                        |
| 3 września 1916 | San Isidro Buenos Aires – Porteño Buenos Aires 1:1                     |
| 3 września 1916 | Columbian Buenos Aires – Atlanta Buenos Aires 0:0                      |
| 3 września 1916 | Estudiantil Porteño Buenos Aires – Gimnasia y Esgrima Buenos Aires 5:1 |

### Kolejka 21
| Data             | Mecz                                                                |
| ---------------- | ------------------------------------------------------------------- |
| 10 września 1916 | Estudiantil Porteño Buenos Aires – Racing Club de Avellaneda 2:2    |
| 10 września 1916 | Ferro Carril Oeste – CA Tigre 3:0                                   |
| 10 września 1916 | Gimnasia y Esgrima Buenos Aires – Quilmes Athletic Buenos Aires 2:1 |
| 10 września 1916 | Porteño Buenos Aires – Belgrano AC 6:0                              |
| 10 września 1916 | Estudiantes La Plata – Argentino de CA Argentino de Quilmes 1:0     |
| 10 września 1916 | Atlanta Buenos Aires – San Isidro Buenos Aires 2:1                  |
| 10 września 1916 | Boca Juniors – CA Banfield 2:1 Pedro Bleo Fournol (2, 1k) – Brown   |
| 10 września 1916 | Gimnasia y Esgrima La Plata – Independiente 1:0 Bottaro             |
| 10 września 1916 | CA Platense – San Lorenzo de Almagro 1:0                            |
| 10 września 1916 | River Plate – CA Estudiantes 2:0 Nicolás Rofrano, Risso             |
| 10 września 1916 | CA Huracán – Columbian Buenos Aires 5:2                             |

### Kolejka 22
| Data             | Mecz                                                                                          |
| ---------------- | --------------------------------------------------------------------------------------------- |
| 17 września 1916 | CA Banfield – Estudiantil Porteño Buenos Aires 2:0                                            |
| 17 września 1916 | Gimnasia y Esgrima La Plata – Belgrano AC 2:1                                                 |
| 17 września 1916 | CA Estudiantes – Quilmes Athletic Buenos Aires 4:0                                            |
| 17 września 1916 | Porteño Buenos Aires – Racing Club de Avellaneda 1:3 Schewitzer – Marcovecchio, Ohaco, Olazar |
| 17 września 1916 | CA Tigre – Gimnasia y Esgrima Buenos Aires 3:0                                                |
| 17 września 1916 | CA Huracán – Atlanta Buenos Aires 2:1                                                         |
| 17 września 1916 | Boca Juniors – Estudiantes La Plata 1:1 Armando Artigas – Lazcano                             |
| 17 września 1916 | CA Platense – Ferro Carril Oeste 3:1                                                          |

### Kolejka 23
| Data             | Mecz                                                                             |
| ---------------- | -------------------------------------------------------------------------------- |
| 24 września 1916 | CA Huracán – CA Platense 1:1                                                     |
| 24 września 1916 | San Lorenzo de Almagro – Boca Juniors 0:3 Enrique Bertolini, Armando Artigas (2) |
| 24 września 1916 | Atlanta Buenos Aires – Argentino de CA Argentino de Quilmes 2:1                  |
| 24 września 1916 | Ferro Carril Oeste – San Isidro Buenos Aires 3:2                                 |

### Kolejka 24
| Data                | Mecz                                                                                            |
| ------------------- | ----------------------------------------------------------------------------------------------- |
| 8 października 1916 | Quilmes Athletic Buenos Aires – Argentino de CA Argentino de Quilmes 0:2 Félix Cabano (2)       |
| 8 października 1916 | Independiente – Columbian Buenos Aires 1:0 A. Arroyuelo                                         |
| 8 października 1916 | CA Huracán – Estudiantil Porteño Buenos Aires 2:0                                               |
| 8 października 1916 | CA Platense – Belgrano AC 2:0                                                                   |
| 8 października 1916 | Gimnasia y Esgrima Buenos Aires – CA Banfield 3:0                                               |
| 8 października 1916 | Estudiantes La Plata – River Plate 2:2 ?, ? – Taggino, Fraga Patrano                            |
| 8 października 1916 | Boca Juniors – San Isidro Buenos Aires 2:1 Enrique Colla, Pedro Bleo Fournol “Calomino” – Serra |
| 8 października 1916 | CA Tigre – Porteño Buenos Aires 2:1                                                             |
| 8 października 1916 | CA Estudiantes – Atlanta Buenos Aires 2:0                                                       |

### Kolejka 25
| Data                 | Mecz                                                            |
| -------------------- | --------------------------------------------------------------- |
| 15 października 1916 | Atlanta Buenos Aires – Ferro Carril Oeste 2:0                   |
| 15 października 1916 | Racing Club de Avellaneda – CA Estudiantes 1:0                  |
| 15 października 1916 | Estudiantil Porteño Buenos Aires – Boca Juniors 2:0 J. Pisa (2) |
| 15 października 1916 | Estudiantes La Plata – Quilmes Athletic Buenos Aires 0:0        |
| 15 października 1916 | Porteño Buenos Aires – Gimnasia y Esgrima Buenos Aires 2:0      |
| 15 października 1916 | River Plate – CA Huracán 1:0 Ameal                              |
| 15 października 1916 | Columbian Buenos Aires – CA Platense 3:1                        |

### Kolejka 26
| Data                 | Mecz                                                                             |
| -------------------- | -------------------------------------------------------------------------------- |
| 22 października 1916 | Argentino de CA Argentino de Quilmes – Belgrano AC 3:0 Escobar (2), Félix Cabano |
| 22 października 1916 | CA Platense – Atlanta Buenos Aires 0:0                                           |
| 22 października 1916 | CA Banfield – CA Huracán 0:0                                                     |
| 22 października 1916 | Columbian Buenos Aires – Ferro Carril Oeste 3:1                                  |
| 22 października 1916 | Estudiantes La Plata – Racing Club de Avellaneda 1:1                             |
| 22 października 1916 | Estudiantil Porteño Buenos Aires – Gimnasia y Esgrima La Plata 1:1               |
| 22 października 1916 | River Plate – Gimnasia y Esgrima Buenos Aires 1:1 Apraiz s – ?                   |
| 22 października 1916 | Independiente – Porteño Buenos Aires 0:0                                         |
| 22 października 1916 | Boca Juniors – CA Estudiantes 2:0 Armando Artigas, Enrique Bertolini             |
| 22 października 1916 | CA Tigre – Quilmes Athletic Buenos Aires walkower dla Tigre                      |

### Kolejka 27
| Data                 | Mecz                                                                                       |
| -------------------- | ------------------------------------------------------------------------------------------ |
| 29 października 1916 | CA Huracán – San Isidro Buenos Aires 4:0                                                   |
| 29 października 1916 | CA Estudiantes – Argentino de CA Argentino de Quilmes 0:3 De La Serna (2), Félix Cabano    |
| 29 października 1916 | Porteño Buenos Aires – Atlanta Buenos Aires 1:1                                            |
| 29 października 1916 | Belgrano AC – Independiente 2:0                                                            |
| 29 października 1916 | Estudiantes La Plata – Ferro Carril Oeste 6:0                                              |
| 29 października 1916 | Boca Juniors – Columbian Buenos Aires 2:0 Bleo Pedro Fournol “Calomino” (2)                |
| 29 października 1916 | San Lorenzo de Almagro – Quilmes Athletic Buenos Aires walkower dla San Lorenzo de Almagro |

### Kolejka 28
| Data             | Mecz                                                                       |
| ---------------- | -------------------------------------------------------------------------- |
| 5 listopada 1916 | Porteño Buenos Aires – CA Estudiantes 3:1                                  |
| 5 listopada 1916 | CA Tigre – Atlanta Buenos Aires 1:1                                        |
| 5 listopada 1916 | Columbian Buenos Aires – Argentino de CA Argentino de Quilmes 0:1 Leonardi |
| 5 listopada 1916 | Boca Juniors – CA Huracán 0:0                                              |
| 5 listopada 1916 | CA Platense – Racing Club de Avellaneda 1:0 M. Fraga                       |
| 5 listopada 1916 | Gimnasia y Esgrima La Plata – Gimnasia y Esgrima Buenos Aires 1:0          |

### Kolejka 29
| Data              | Mecz                                                              |
| ----------------- | ----------------------------------------------------------------- |
| 11 listopada 1916 | Racing Club de Avellaneda – Ferro Carril Oeste 2:0                |
| 12 listopada 1916 | CA Platense – Gimnasia y Esgrima Buenos Aires 1:0                 |
| 12 listopada 1916 | San Lorenzo de Almagro – Argentino de CA Argentino de Quilmes 1:0 |
| 12 listopada 1916 | Columbian Buenos Aires – Gimnasia y Esgrima La Plata 0:0          |
| 12 listopada 1916 | CA Huracán – Quilmes Athletic Buenos Aires 6:1                    |

### Kolejka 30
| Data              | Mecz                                                                                |
| ----------------- | ----------------------------------------------------------------------------------- |
| 19 listopada 1916 | River Plate – Racing Club de Avellaneda 1:1 Chiappe k – ?                           |
| 19 listopada 1916 | CA Huracán – Porteño Buenos Aires 1:0                                               |
| 19 listopada 1916 | Gimnasia y Esgrima Buenos Aires – Argentino de CA Argentino de Quilmes 0:1 Barreiro |

### Kolejka 31
| Data              | Mecz                                                                        |
| ----------------- | --------------------------------------------------------------------------- |
| 26 listopada 1916 | Boca Juniors – Independiente 1:1 Pedro Bleo Fournol “Calomino” – Stitmatter |
| 26 listopada 1916 | Argentino de CA Argentino de Quilmes – CA Platense 1:1                      |

### Kolejka 32
| Data           | Mecz                                                                                     |
| -------------- | ---------------------------------------------------------------------------------------- |
| 3 grudnia 1916 | Argentino de CA Argentino de Quilmes – Independiente 3:0 Barreiro, De La Serna, Leonardi |
| 3 grudnia 1916 | Gimnasia y Esgrima La Plata – River Plate 3:0                                            |

### Kolejka 33
| Data           | Mecz                            |
| -------------- | ------------------------------- |
| 8 grudnia 1916 | Independiente – CA Platense 1:1 |

### Kolejka 34
| Data            | Mecz                                                              |
| --------------- | ----------------------------------------------------------------- |
| 10 grudnia 1916 | River Plate – Boca Juniors 2:1 Risso, Chiappe k – Américo Repetto |
| ??              | CA Tigre – Belgrano AC 1:0                                        |

### Końcowa tabela sezonu 1916
| Poz | Klub                                 | Mecze | Zw | Rem | Por | Pkt | BrZd | BrStr |
| --- | ------------------------------------ | ----- | -- | --- | --- | --- | ---- | ----- |
| 1   | Racing Club de Avellaneda            | 21    | 15 | 4   | 2   | 34  | 39   | 10    |
| 2   | CA Platense                          | 21    | 12 | 6   | 3   | 30  | 25   | 13    |
| 3   | River Plate                          | 21    | 10 | 9   | 2   | 29  | 27   | 10    |
| 4   | Gimnasia y Esgrima La Plata          | 21    | 9  | 9   | 3   | 27  | 21   | 12    |
| 5   | CA Huracán                           | 21    | 11 | 4   | 6   | 26  | 31   | 16    |
| 6   | Estudiantil Porteño Buenos Aires     | 21    | 10 | 6   | 5   | 26  | 37   | 22    |
| 7   | San Lorenzo de Almagro               | 21    | 9  | 5   | 7   | 23  | 16   | 25    |
| 8   | Porteño Buenos Aires                 | 21    | 7  | 8   | 6   | 22  | 32   | 26    |
| 9   | Gimnasia y Esgrima Buenos Aires      | 21    | 8  | 5   | 8   | 21  | 31   | 29    |
| 10  | CA Tigre                             | 21    | 8  | 5   | 8   | 21  | 22   | 28    |
| 11  | Argentino de CA Argentino de Quilmes | 21    | 7  | 6   | 8   | 20  | 25   | 23    |
| 12  | Estudiantes La Plata                 | 21    | 6  | 8   | 7   | 20  | 26   | 26    |
| 13  | San Isidro Buenos Aires              | 21    | 7  | 6   | 8   | 20  | 29   | 32    |
| 14  | Boca Juniors                         | 21    | 7  | 6   | 8   | 20  | 25   | 29    |
| 15  | Independiente                        | 21    | 6  | 8   | 7   | 20  | 13   | 17    |
| 16  | Columbian Buenos Aires               | 21    | 6  | 7   | 8   | 19  | 24   | 26    |
| 17  | Atlanta Buenos Aires                 | 21    | 5  | 7   | 9   | 17  | 17   | 24    |
| 18  | CA Banfield                          | 21    | 4  | 8   | 9   | 16  | 20   | 31    |
| 19  | CA Estudiantes                       | 21    | 5  | 5   | 11  | 15  | 27   | 33    |
| 20  | Ferro Carril Oeste                   | 21    | 6  | 3   | 12  | 15  | 28   | 39    |
| 21  | Belgrano AC                          | 21    | 5  | 3   | 13  | 13  | 20   | 40    |
| 22  | Quilmes Athletic Buenos Aires        | 21    | 2  | 4   | 15  | 8   | 12   | 36    |